# Эдер (приток Фульды)
Эдер (до сих пор называемая Эддером на местном диалекте) (нем. Eder) — река длиной 176,1 км, является самой длинной и самой многоводной рекой, а также западным и орографически левым притоком Фульды. Эдер протекает по землям Северный Рейн-Вестфалия и Гессен. Общая площадь водосбора составляет 3360,966 km²
Река берет своё начало в горном регионе Ротхаргебирге у вершины Эдеркопф на территории города Нетфен (Вестфалия), протекает, в том числе, через водохранилище Эдерзе и впадает в Фульду у поселения Грифте на муниципальной границе Эдермюнде и Гуксхагена (Северный Гессен).). В Северном Рейне-Вестфалии Эдур пересекает район Зиген-Виттгенштайн, а в Гессене — через районы Вальдек-Франкенберг и Швальм-Эдер.

## География

### Течение

#### Исток
Эдер берёт начало в вестфальском районе Зиген-Виттгенштайн на юго-западе горного массива Ротхаргебирге, в пограничной зоне природно-исторических территорий Виттгенштайн на северо-востоке и Зигерланд на юго-западе. Исток Эдера, расположенный в природно-территориальном комплексе (ПТК) хребта Эдеркопф-Ланкопф, находится в городской зоне Нетфена вблизи поселения Наухольц на юго-западном склоне горы Эдеркопф (649 м над уровнем моря). На высоте около 621 м его вода вытекает из склонового каменистого источника у родникового болота Эдербрух. Главный источник раньше находился в недоступном месте и был реконструирован в 1991 году. Туристская тропа «Ротхарштайг» проходит рядом с ним.
Далее Эдер в основном течёт через малонаселенные сельские районы — преимущественно в направлении восток-северо-восток:

#### Верхнее течение
Первоначально Эдер течет на северо-запад. Несколько ниже Эдербруха, у западного подножия Эдеркопфа находится географический центр района Зиген-Виттгенштайн; тропа Ротхарштайг проходит мимо этого места, но рядом с рекой, на высоте 592,9 м и пересекает реку примерно в 3 км севернее.
После того, как Эдер минует восточную окраину поселения Лютцель, где принимает первый значительный приток Лютцельбах, он поворачивает на восток и входит в Виттгенштайнер-Ланд, где достигает общины Эрндтебрюкк и поселений Бад-Берлебурга Бергхаузен и Раумланд. Приток Бенфе впадает в Эдер в Эрндтебрюкке с юга, а Одеборн впадает в Раумланде с севера. Затем, двигаясь из Вестфалии в Северный Гессен, река достигает района Вальдек-Франкенберг. После впадения реки Эльзофф, идущей с севера, Эдер протекает через Хацфельд и устремляется к Баттенбергу.

#### Среднее течение
Ниже Баттенберга, где Эдер выходит из юго-восточных предгорий Ротхаргебирге, он в своём среднем течении обретает широкую долину между хребтами Брайтер-Шрут на западе и Бургвал и Келлервальд на востоке. Далее река протекает через Аллендорф, где с севера принимает Линсфербах и Франкенберг, где с юга принимает Немфе. Нуне впадает в Эдер с северо-запада в районе поселения Шрейфа, а Орке впадает в том же направлении в поселении Эдербрингхаузен.
Затем Эдер втекает в западную часть водохранилища Эдерзе, длина которого при самом высоком уровне воды составляет 28,5 км. В начале водоёма, куда с севера также впадает река Иттер, Эдер огибает вправо северную часть горного массива Келлервальд. Над восточным окончанием водохранилища возвышается замок Вальдек. Ниже Франкенберга и в районе Эдерзе река Эдер протекает через природный парк Келлервальд-Эдерзе (406 km²) и национальный парк Келлервальд-Эдерзе (77 км²) на его территории.

#### Нижнее течение
После прорыва из впадины Эдерзе Эдер оказывается сжатым в узкой короткой долине, между горными вершинами Блауэр Копф на севере и Рабенштайн на юге. Это место, напоминающее троговую долину, называется «Гессенскими воротами» (или «Рабенштайнскими воротами», занятая в настоящее время ещё одним небольшим, но глубоким водохранилищем Аффольдернер Зе, за которым долина Эдера значительно расширяется, заполняя своими отложениями геологическую Западно-Гессенскую впадину.
Города и общины Фрицлар, Ваберн и Фельсберг расположены на этой обширной речной долине. Перед Фрицларом Эдер получает свой северный приток Эльбе. Перед Фельсбергом в Эдер впадает самый крупный и длинный приток Швальм (97 км), идущий с юга. За Фельсбергом, Эдер принимает с запада Эмс. Здесь река уходит в северном направлении и достигает общины Эдермюнде. У поселения Грифте Эдер принимает свой последний приток Пильгербах, прежде чем соединиться с Фульдой.

#### Устье
Наконец, Эдер впадает в Фульду в южной части ПТК «Кассельская котловина». Поселение Грифте расположено в 1 км от устья Эдера на юго-запад и примерно в 2,5 км (по прямой) к северо-западу от центра города Гуксхаген на высоте около 143 м. Здесь Фульда находится в 45,35 км от своего истока. Таким образом, вода Эдера преодолевает перепад высот около 478 м от истока до устья.
При примерно одинаковой длине до впадения (Эдер: 176,1 км; Фульда: 175,35 км) Эдер имеет больший средний расход воды и, в отличие от Фульды, не меняет направления своего течения. На этом фоне Эдер является «настоящей» главной рекой обеих рек. Кроме того, Эдер является более чистой рекой, чем Фульда, с меньшим количеством взвешенных частиц.

### Гидрология
Площадь водосбора реки Эдер составляет 3360,966 км². Это делает его немного больше, чем площадь водосбора Фульды от своего истока до устья Эдера.
Однако на больших участках Эдер не так богат водой. Почти треть его воды поступает из Швальма всего за 17 км до впадения в Фульду.

#### Расход воды в устье Эдера
Наиболее точное представление о расходе реки Эдер в её устье дает разница между уровнями воды Фульды чуть выше и чуть ниже устья Эдера: уровень воды (водомерного поста) Гребенау (54,8 км до слияния Фульды и Верры) и уровня воды Гунтерсхаузена (43,8 км до этого объединения). Разница составляет всего лишь дополнительные 29,739 км² за пределами водосбора Эдера, то есть в общей сложности 100,088 % площади водосбора Эдера.

#### Гидрологический пост Фрицлар
Этот пост является наиболее важным гидрологическим постом на Эдере, ведущим свои наблюдения с довоенного периода. Средний расход воды на створе Эдер Фрицлар оценивается на уровне AEO (площадь надземного водосбора до точки измерения) в 1804 км² с MQ (средний объем стока) 24,1 м³/с, что соответствует среднему расходу воды в MQ 13,4 л/с·км². Но в эти данные ещё не включён Швальм, крупнейший приток, занимающий 38,6 % площади Эдера. Вода Эмса (4,3 % площади Эдера) также не включена. Среднее значение самых низких уровней воды (MNQ) составляет 5,91 м³/с, среднее значение самых высоких расходов — 138 м³/с. На эти два значения влияет работа плотины Эдер, которая смягчает крайние значения по обе стороны шкалы. 11 марта 1981 г. был достигнут сброс воды 313 м³/с. После разрушения плотины Эдер 17 мая 1943 года через Фрицлар проходило около 3600 м³/с.

#### Гидрологический пост Аффольдерн
Расположен на расстоянии 5,4 ки ниже плотины Эдерзе. 9 февраля 1946 года сток составлял около 770 м³/с. Площадь водосбора Эдера до стенки плотины 1406,05 км², до уровня воды створа гидропоста — 1452 км².

### Притоки
| Название          | левый или правый | Длина в км. | Площадь водосбора в км² | Расход литр/сек. | Устье км Эдера | Высота устья абсолютная в м. | Индекс водотока в Германии | Фотографии         |
| ----------------- | ---------------- | ----------- | ----------------------- | ---------------- | -------------- | ---------------------------- | -------------------------- | ------------------ |
| Вебах             | левый            | 6,0         | 6,717                   |                  | 6,9            | 506                          | 428—112                    | нужны изображения  |
| Бенфе             | правый           | 11,2        | 19,446                  |                  | 11,9           | 475                          | 428—114                    | другие изображения |
| Эльберндорфер Бах | левый            | 9,0         | 10,733                  |                  | 13,6           | 466                          | 428—118                    | нужны изображения  |
| Рёспе             | левый            | 8,6         | 37,013                  |                  | 17,7           | 449                          | 428-12                     | другие изображения |
| Каппель           | левый            | 7,3         | 27,443                  |                  | 21,8           | 430                          | 428—132                    | другие изображения |
| Прайсдорф         | правый           | 6,0         | 8,506                   |                  | 14,2           | 420                          | 428—1334                   | нужны изображения  |
| Трюфте            | левый            | 9,7         | 16,576                  |                  | 27,1           | 411                          | 428—134                    | нужны изображения  |
| Альтмюльбах       | правый           | 5,3         | 14,459                  |                  | 27,9           | 409                          | 428—136                    | нужны изображения  |
| Ринтер Бах        | правый           | 6,1         | 9,12                    |                  | 30,3           | 403                          | 428—138                    | нужны изображения  |
| Одеборн           | левый            | 21,2        | 85,064                  | 2009,0           | 31,3           | 400                          | 428-14                     | другие изображения |
| Грундбах          | правый           | 5,1         | 7,507                   |                  | 33,1           | 399                          | 428—152                    | нужны изображения  |
| Лютцельсбах       | левый            | 5,6         | 6,437                   |                  | 34,8           | 395                          | 428—154                    | другие изображения |
| Ляйзебах          | правый           | 4,6         | 12,375                  |                  | 38,7           | 380                          | 428—156                    | нужны изображения  |
| Арфе              | левый            | 5,4         | 5,401                   |                  | 39,6           | 377                          | 428—158                    | другие изображения |
| Линденхёфер Bах   | правый           | 4,1         | 12,034                  | 189,8            | 48,9           | 349                          | 428—1596                   | нужны изображения  |
| Эльзофф           | левый            | 19,0        | 48,925                  | 948,1            | 50,0           | 345                          | 428-16                     | другие изображения |
| Айфаер Бах        | правый           | 4,5         | 7,211                   | 103,3            | 54,2           | 342                          | 428—172                    | нужны изображения  |
| Ридграбен         | левый            | 7,6         | 11,319                  | 173,4            | 69,0           | 305                          | 428—174                    | нужны изображения  |
| Эльбригхёйзер Бах | левый            | 10,8        | 17,768                  | 321,3            | 70,5           | 301                          | 428—176                    | нужны изображения  |
| Нитцельбах        | левый            | 10,6        | 8,397                   | 132,4            | 73,7           | 295                          | 428—178                    | нужны изображения  |
| Линсфербах        | левый            | 18,3        | 33,107                  | 565,8            | 77,0           | 286                          | 428-18                     | другие изображения |
| Хайнербах         | левый            | 7,3         | 10,132                  | 103,7            | 80,4           | 280                          | 428—192                    | нужны изображения  |
| Гольдбах          | левый            | 9,5         | 13,838                  | 155,8            | 84,5           | 273                          | 428—1952                   | нужны изображения  |
| Немфе             | правый           | 14,2        | 38,383                  | 293,5            | 86,9           | 270                          | 428—198                    | другие изображения |
| Нуне              | левый            | 36,9        | 156,747                 | 2.661,6          | 89,3           | 267                          | 428-2                      | другие изображения |
| Ленгельбах        | правый           | 11,4        | 25,848                  | 209,9            | 96,3           | 255                          | 428-32                     | другие изображения |
| Орке              | левый            | 38,2        | 278,867                 | 3.844,5          | 97,5           | 254                          | 428-4                      | другие изображения |
| Лорфе             | правый           | 11,8        | 24,281                  | 245,7            | 101,4          | 250                          | 428—512                    | нужны изображения  |
| Иттер             | левый            | 11,6        | 76,131                  | 771,3            | 105,8          | 247                          | 428—531                    | нужны изображения  |
| Азельбах          | левый            | 6,6         | 18,103                  | 135,4            | 112,4          | 246                          | 428—533                    | нужны изображения  |
| Банфербах         | правый           | 7,2         | 16,383                  | 213,9            | 115,2          | 245                          | 428—535                    | нужны изображения  |
| Вербе             | левый            | 13,2        | 42,263                  | 322,6            | 122,2          | 245                          | 428—537                    | другие изображения |
| Райхербах         | левый            | 7,4         | 27,322                  | 188,9            | 122,3          | 245                          | 428—538                    | нужны изображения  |
| Нетце             | левый            | 12,9        | 29,04                   | 169,5            | 134,0          | 194                          | 428—554                    | нужны изображения  |
| Везебах           | правый           | 25,3        | 63,433                  | 618,2            | 135,7          | 191                          | 428-56                     | другие изображения |
| Вильде            | правый           | 17,1        | 51,868                  | 471,4            | 140,6          | 183                          | 428-58                     | другие изображения |
| Эльбе             | левый            | 33,7        | 123,47                  | 731,3            | 146,2          | 174                          | 428-6                      | другие изображения |
| Швальм            | правый           | 97,1        | 1.298,783               | 9.044,5          | 159,5          | 158                          | 428-8                      | другие изображения |
| Эмс               | левый            | 34,1        | 146,214                 | 753,3            | 164,9          | 151                          | 428-92                     | другие изображения |
| Пильгербах        | левый            | 8,8         | 25,593                  | 102,2            | 175,5          | 145                          | 428-98                     | другие изображения |

### Населённые пункты
Здесь приводятся наиболее значимые населённые пункты, расположенные или на берегах, или в долине Эдера. Перечисляются от истока к устью реки:
| Верхнее течение Эдера: в Северном Рейне-Вестфалии: - Лютцель (Хильхенбах) - Эрндтебрюкк - Вомельсдорф (Эрндтебрюкк) - Биркельбах (Эрндтебрюкк) - Годдельсбах (Эрндтебрюкк) - Рёспе (Эрндтебрюкк) - Ауэ (Бад-Берлебург) - Бергхаузен (Бад-Берлебург) - Раумланд (Бад-Берлебург) - Доцлар (Бад-Берлебург) - Арфельд (Бад-Берлебург) - Шварценау (Бад-Берлебург) - Беддельхаузен (Бад-Берлебург) в Гессене (до впадения в Фульду): - Хацфельд - Хольцхаузен (Хацфельд) - Реддигхаузен (Хацфельд) - Доденау (Баттенберг) - Баттенберг | Среднее течение Эдера: - Баттенфельд (Аллендорф) - Аллендорф - Реннертехаузен (Аллендорф) - Хайне (Аллендорф) - Биркенбрингхаузен (Бургвальд) - Рёдденау (Франкенберг) - Франкенберг - Фирмюнден (Франкенберг) - Эдербрингхаузен (Фёль) - Шмиттлотхайм (Фёль) - Херцхаузен (Фёль) - Харбсхаузен (Фёль) - Азель (Фёль) - Азель-Зюд (Aзель в Фёле) - Брингхаузен (Эдерталь) - Шайд (Вальдек) - Ребах (Эдерталь) - Нидер-Вербе (Вальдек) - Вальдек - Хемфурт (Эдерталь) | Нижнее течение Эдера: - Аффолдерн (Эдерталь) - Бергхайм (Эдерталь) - Вега (zu Бад-Вильдунген) - Мандерн (Бад-Вильдунген) - Унгеданкен (Фрицлар) - Гайсмар (Фрицлар) - Фрицлар - Обермёлльрих (Фрицлар) - Каппель (Фрицлар) - Ваберн - Нидермёлльрих (Ваберн) - Лоре (Фельсберг) - Альтенбург (Фельсберг) - Рюнда (Фельсберг) - Фельсберг - Альтенбрунслар (Фельсберг) - Элленберг (zu Гуксхаген) - Вольферсхаузен (Фельсберг) - Хальдорф (zu Эдермюнде) - Грифте (Эдермюнде) |

### Крепости и замки
В долине Эдера располагается 17 крепостей и замков, в том числе в виде руин:
| Название                                       | Тип                                             | Дата постройки          | Состояние                    | Изображение             | Владение                                           | Примечания                                                                 |
| Северный Рейн-Вестфалия                        | Северный Рейн-Вестфалия                         | Северный Рейн-Вестфалия | Северный Рейн-Вестфалия      | Северный Рейн-Вестфалия | Северный Рейн-Вестфалия                            | Северный Рейн-Вестфалия                                                    |
| ---------------------------------------------- | ----------------------------------------------- | ----------------------- | ---------------------------- | ----------------------- | -------------------------------------------------- | -------------------------------------------------------------------------- |
| Замок Берлебург (нем. Schloss Berleburg)       | барокко, классицизм                             | 1258                    | хорошее                      |                         | частная собственность                              | Принадлежит дворянскому роду Сайн-Витгенштейн-Берлебург                    |
| Гессен                                         |                                                 |                         |                              |                         |                                                    |                                                                            |
| Крепость Хацфельд (нем. Burg Hatzfeld)         | крепость на вершине горы                        | XIII век                | разрушен, руины              |                         | частная собственность                              | Принадлежит дворянскому роду Гацфельдт                                     |
| Крепость Келлербург (нем. Burg Kellerburg)     | крепость на вершине горы                        | около 1227 года         | разрушен, руины              |                         | владелец не определён                              | на прилагающемся изображении крепость расположена на горе слева            |
| Крепость Фирмюнден (нем. Burg Viermünden)      |                                                 | середина XV века        | частично разрушен            |                         | частная собственность                              | Крепость располагалась на северо-восточной окраине современного Фирмюндена |
| Крепость Гессенштайн (нем. Burg Hessenstein)   | крепость на вершине горы                        | 1342-1348               | хорошее                      |                         | независимый орган социального обеспечения молодёжи | Молодёжный образовательный центр и молодёжная гостиница (Jugendherberge)   |
| Крепость Кезебург (нем. Burg Keseburg)         | крепость на вершине горы                        | около 1144 года         | разрушена, руины             |                         |                                                    |                                                                            |
| Крепость Ам Бакофен (нем. Burg am Backofen)    | крепость на вершине горы                        |                         | разрушена, руины             |                         |                                                    | Национальный парк Келлервальд-Эдерзе                                       |
| Крепость Мюккенбург (нем. Burg Mückenburg)     | крепость на вершине горы                        | X век                   | разрушена, руины             |                         |                                                    | Прежним владельцем являлся монастырь Хайна (около 1235 г.)                 |
| Крепость Эренбург (нем. Burg Ehrenburg)        | крепость на вершине горы                        | 700-800 годы            | разрушена, руины             |                         | ранее принадлежала имперскому аббатству Корвей     | Памятник истории и культуры                                                |
| Крепость Хюнзельбург (нем. Burg Hünselburg)    | крепость на вершине горы                        | дохристианское время    | разрушена, руины             |                         |                                                    | Памятник истории и культуры                                                |
| Крепость Бринг (нем. Burg Bring)               | крепость на вершине горы                        | 1196                    | разрушена, руины             |                         | ранее принадлежала графам фон Вальдек              | Памятник истории и культуры                                                |
| Замок Вальдек (нем. Schloss Waldeck)           | крепость на вершине горы                        | XII век                 | хорошее                      |                         | частная собственность                              | Памятник истории и архитектуры                                             |
| Замок Бергхайм (нем. Schloss Bergheim)         | замок в населённом пункте в стиле неоклассицизм | 1692 год                | требует капитального ремонта |                         | частная собственность                              | Памятник архитектуры                                                       |
| Крепость Бюрабург (нем. Burg Büraburg)         | крепость на горе                                | раннее средневековье    | разрушена, руины             |                         |                                                    | проводятся археологические изыскания                                       |
| Крепость Альтенбург (нем. Burg Büraburg)       | крепость на холме                               | около 1322 года         | разрушена, руины             |                         | частная собственность                              | свободный доступ закрыт                                                    |
| Крепость Хайлигенбург (нем. Burg Heiligenburg) | крепость на горе                                | XII век                 | разрушена, руины             |                         | Управление по сохранению памятников Гессена        | Ландшафтный заповедник                                                     |
| Крепость Фельсбург (нем. Burg Felsburg)        | крепость на горе                                | XI век                  | разрушена, руины             |                         | Собственность земли Гессен                         | Возможно посещение по воскресным и праздничным дням                        |

### Другие реки вблизи истока Эдера
Рядом с истоком Эдера находятся истоки двух других более крупных рек горного массива Ротхаргебирге:
- Зиг, текущая на запад к Рейну, берет своё начало всего в 3 км к юго-востоку.
- Исток реки Лан расположен в 2,5 км южнее истока Едера и в верхнем течении течет на восток в основном параллельно Эдеру, но затем поворачивает на юго-запад и впадает в Рейн.

## История
Эдер впервые упоминается в анналах римским историком Тацитомв 15 году нашей эры как Адрана, расположенная в районе Чатти. Пересекая её возле сегодняшнего Фрицлара, римляне столкнулись с сильным сопротивлением хаттов в рамках кампаний Германика, прежде чем они разрушили их столицу Маттиум.
На берегах Эдера в Шварценау (Виттгенштайнер-Ланд), религиозное движение Братьев Шварценау возникло в августе 1708 года после того, как группа из восьми взрослых крестилась тройным погружением в Эдер. После эмиграции это пиетистско-анабаптистское движение сейчас распространено главным образом в Северной Америке.

### Золото Эдера
Отложения Эдера содержат некоторое количество золота. Говорят, что большая часть этого золота поступает из Айзенберга (Корбах), который содержит один из крупнейших запасов золота в Средней Европе. Золото из Айзенберга вымывает, например, ручей Иттер, который после постройки плотины Эдерзе впадает в водохранилище Эдерзе.
Промывка золота в Эдере известна с 1308 года. Основная историческая зона промывки золота находится между Аффолдерном и Фритцларом. В XIV веке Тевтонский орден добывал золото из отложений Эдера недалеко от Обермёлльриха. В XVIII веке из эдерского золота чеканили даже дукаты; сегодня они являются предметами коллекционирования.
Вплоть до 1970-х годов школьники из Дуйсбурга, которые жили в близлежащем лагере отдыха, вместе с учителем из Мариенхагена, части города Фёль, занимались мытьем золота в отложениях реки Иттер. Любительская промывка золота вдоль Эдера по-прежнему популярна.

### Разрушение плотины Эдерзе
В ночь на 17 мая 1943 года бомбардировщики «Авро Ланкастер» из 617-й эскадрильи Королевских ВВС Великобритании использовали специально изготовленные прыгающие бомбы (кодовое название: Upkeep), разработанные Барнсом Уоллисом. Они использовались для разрушения плотин Мёне и Эдер в рамках операции «Наказание». Плотина была отремонтирована и снова введена в эксплуатацию до конца года. История рейда была задокументирована в фильме 1955 года «Разрушители плотин».